# 31 août
Pour les articles homonymes, voir Trente-et-Un-Août.
31 juillet 31 septembre
Chronologies thématiques
- Croisades
- Ferroviaires
- Sports
- Disney
- Anarchisme
- Catholicisme

Abréviations / Voir aussi
- (° 1852) = né en 1852
- († 1885) = mort en 1885
- a.s. = calendrier julien
- n.s. = calendrier grégorien
- Calendrier
- Calendrier perpétuel
- Liste de calendriers
- Naissances du jour

Le 31 août ou 31 aout est le 243e jour de l'année du calendrier grégorien, 244e lorsqu'elle est bissextile.
Il reste ensuite 122 jours avant la fin de ladite année civile.
C'était généralement le 14 fructidor du calendrier républicain français, officiellement dénommé jour de la noix.
Ce jour n'existe pas plus que le 31 mai ni que le 31 mars, dans le calendrier universel, qui passe du 30 août au 1er septembre directement ; contrairement, par exemple, aux 31 juillet, 31 juin ou leap day (mais uniquement les années bissextiles), 31 avril, 30 février, à un 29 février y devenant aussi annuel, ou/et au 31 janvier.

## Événements

### XIIIesiècle
- 1217 : Ferdinand III devient roi de Castille.

### XVIIIesiècle
- 1763 : Rio de Janeiro devient capitale de la colonie du Brésil, remplaçant Bahia[2].
- 1794 : explosion de la poudrerie de Grenelle (1 300 victimes, dont la moitié de morts).
- 1798 : proclamation de la république du Connaught pendant la rébellion irlandaise de 1798.

### XIXesiècle
- 1850 : proclamation de l'indépendance d’Honolulu[réf. nécessaire].
- 1867 : premier tour des élections législatives allemandes.

### XXesiècle
- 1907 :
  - convention anglo-russe de 1907, et naissance de la Triple-Entente.
  - clôture du Congrès anarchiste international d'Amsterdam.
- 1918 : début de la bataille du mont Saint-Quentin, pendant la Première Guerre mondiale.
- 1939 : opération Himmler (invasion de la Pologne par l'Allemagne nazie), entraînant l'Europe puis le monde dans la Seconde Guerre mondiale.
- 1942 : début de la grève générale au Grand-Duché de Luxembourg, pour protester face à l'introduction du Reichsarbeitsdienst et du service militaire obligatoire.
- 1957 : déclaration d'indépendance de la Fédération des États malais.
- 1962 : indépendance de Trinité-et-Tobago.
- 1980 : à l'issue de 14 jours de grève au chantier naval Lénine de Gdańsk, le vice-Premier ministre Mieczysław Jagielski signe, avec Lech Wałęsa, devant l'assemblée générale des délégués des entreprises en grève dans la région, l'accord de Gdańsk, qui reconnaît le droit de grève et le droit de créer des syndicats libres.
- 1986 : naufrage du SS Amiral Nakhimov (423 victimes).
- 1991 : déclaration d'indépendance de l'Ouzbékistan et du Kirghizstan.
- 1994 : déclaration de cessez-le-feu complet de l'Armée républicaine irlandaise provisoire (I.R.A.).
- 1998 : lancement du satellite Kwangmyŏngsŏng 1 par la république populaire démocratique de Corée.
- 1999 : première explosion d'une bombe, lors d'attentats en Russie.

### XXIesiècle
- 2015 : tempête orageuse dans le sud-ouest de la France.
- 2016 :
  - Ali Bongo est déclaré vainqueur de l’élection présidentielle au Gabon.
  - destitution de Dilma Rousseff de la présidence du Brésil ; Michel Temer lui succède.
- 2017 :
  - en Colombie, l'ex-guérilla des FARC-EP crée son propre parti politique.
  - en Irak, l'armée et les Hachd al-Chaabi reprennent Tall Afar et sa région à l'État islamique.
- 2019 : l'offensive de Khan Cheikhoun se conclut par une victoire loyaliste, pendant la guerre civile syrienne.
- 2021 : en Estonie, Alar Karis est élu président de la République par le Parlement[3].

## Arts, culture et religion
- 1464 : élection du pape Paul II (de son vrai nom Pietro Barbo).
- 1800 : référence à la prise du Kent, navire anglais, par le corsaire malouin Robert Surcouf, événement qui eut pourtant lieu le 7 octobre de cette année, par la chanson de marins Au 31 du mois d'août [a-oût], traditionnellement attribuée à cette victoire, mais qui fait référence dans son refrain « à la santé du roi de France » (et non du premier consul et futur « empereur » Napoléon Bonaparte alors au pouvoir à Paris), et donc autorise à penser que cette chanson est plus ancienne encore, voire légèrement plus récente (Restauration ?).
- 1928 : première création de L'Opéra de quat'sous, comédie musicale de Bertolt Brecht et Kurt Weill.
- Le 31 août est déclaré « Journée de la samba rock » à São Paulo au Brésil, grâce a une loi promulguée en avril 2016 par l'Assemblée législative de São Paulo[4], en l'honneur du jour de naissance de Jackson do Pandeiro[5].

## Sciences et techniques
- 2016 : Barack Obama annonce l'extension du domaine de protection de Papahānaumokuākea à Hawaï, pour en faire la plus grande réserve marine au monde.

## Économie et société
- 1937 : création de la Société nationale des chemins de fer français (SNCF).
- 2023 :  en Afrique du Sud, l'incendie d'un immeuble de Johannesbourg (photo) tue au moins 76 personnes et en blesse 88 autres[6].

## Naissances

### Iersiècle
- 12 : Caligula (Caius Julius Caesar Augustus Germanicus en latin dit), troisième empereur romain régnant entre ses confrères Tibère et Claude de 37 à sa mort († 24 janvier 41).

### IIesiècle
- 161 : Commode, empereur romain de 180 à 192 († 31 décembre 192).

### XVIIesiècle
- 1663 : Guillaume Amontons, physicien, ingénieur et académicien des sciences français, inventeur de la notion de zéro absolu (−273,15 °C) († 11 octobre 1705).

### XVIIIesiècle
- 1730 : Jean-Pierre-François Guillot-Duhamel, ingénieur français († 19 février 1816).
- 1748 : Michel-Eustache-Gaspard-Alain Chartier de Lotbinière, seigneur, officier et homme politique canadien († 1er janvier 1822).
- 1760 : Aristide Aubert du Petit-Thouars, officier de marine français († 2 août 1798).
- 1765 : Jean-Charles de Besse, explorateur hongrois († v. 1836).
- 1769 : David Hosack, médecin et botaniste américain († 22 décembre 1835).
- 1786 : Eugène Chevreul, chimiste français († 9 avril 1889).

### XIXesiècle
- 1807 : John Young, homme politique britannique († 6 octobre 1876).
- 1809 : Oswald Heer, géologue et naturaliste suisse († 27 septembre 1883).
- 1821 : Hermann von Helmholtz, physicien prussien († 8 septembre 1894).
- 1853 : Alexei Broussilov, (Алексей Алексеевич Брусилов), général russe puis soviétique ( † 17 mars 1926).
- 1856 : Dyna Beumer, soprano belge ( † 9 août 1933).
- 1864 : Christiaan Cornelissen, syndicaliste économiste néerlandais († 21 janvier 1942).
- 1870 : 
  - Maria Montessori, médecin et pédagogue italienne († 6 mai 1952).
  - George Eyser, gymnaste américain, triple champion olympique († 6 mars 1919).
- 1874 : Edward Thorndike, psychologue et professeur d'université américain († 9 août 1949).
- 1876 : Violet Gibson, citoyenne irlandaise ayant tenté d'assassiner Benito Mussolini en 1926 († 2 mai 1956).
- 1878 : Frank Jarvis, athlète américain, champion olympique sur 100 mètres en 1900 († 2 juin 1933).
- 1879 :
  - Alma Mahler, peintre et musicienne autrichienne († 11 décembre 1964).
  - Yoshihito, 123e empereur du Japon, ayant régné de 1912 à 1926 († 25 décembre 1926).
- 1880 : Wilhelmine, reine des Pays-Bas († 28 novembre 1962).
- 1882 : Harry Porter, athlète américain, champion olympique en saut en hauteur († 27 juin 1965).
- 1892 : George William Curtis, écrivain et journaliste américain (° 24 février 1824).
- 1893 : Lily Laskine (Aimée Émilie Laskine dite), harpiste française († 4 janvier 1988).
- 1894 : Charles Reznikoff, écrivain américain († 22 janvier 1976).
- 1896 : Félix-Antoine Savard, prêtre catholique et écrivain québécois († 24 août 1982).
- 1897 : Fredric March, acteur américain († 14 avril 1975).

### XXesiècle
- 1903 :
  - Gilbert Bostsarron, industriel et résistant français († 20 janvier 1944).
  - Arthur Godfrey, acteur et scénariste américain († 16 mars 1983).
  - Hugh Harman, producteur et réalisateur américain de dessins animés († 25 novembre 1982).
  - Vladimir Jankélévitch, philosophe français († 6 juin 1985).
- 1905 : Dore Schary, cinéaste et acteur américain († 7 juillet 1980).
- 1906 : Michel François, historien français († 11 juillet 1981).
- 1907 : Ray Berres, joueur de baseball américain († 1er février 2007).
- 1908 : Paul-Jacques Bonzon, écrivain français († 24 septembre 1978).
- 1910 : Raoul Ubac, artiste belge († 24 mars 1985).
- 1911 : Aimé-Georges Martimort, père conciliaire et prélat français († 20 janvier 2000).
- 1913 : Jacques Foccart, homme d'affaires et homme politique français († 19 mars 1997).
- 1914 : Richard Basehart, acteur et réalisateur américain († 17 septembre 1984).
- 1916 : Neagu Djuvara, historien et diplomate roumain et français († 25 janvier 2018).
- 1918 : Alan Jay Lerner, scénariste, producteur, compositeur et parolier américain († 14 juin 1986).
- 1919 : François de Nicolaÿ, homme politique français († 21 novembre 1963).
- 1921 : Chub Feeney (en), gestionnaire de baseball américain († 10 janvier 1994).
- 1922 : 
  - Maria Candido, chanteuse française († 11 aout 2017).
  - August von Kageneck, journaliste et écrivain allemand († 13 décembre 2004).
- 1924 : Buddy Hackett, acteur et humoriste américain († 30 juin 2003).
- 1925 : Maurice Pialat, réalisateur français († 11 janvier 2003).
- 1926 : Josi Meier, femme politique suisse († 4 novembre 2006).
- 1928 :
  - James Coburn, acteur américain († 18 novembre 2002).
  - Jaime Sin, prélat philippin († 21 juin 2005).
- 1931 :
  - Jean Béliveau, hockeyeur canadien († 2 décembre 2014).
  - Jean Lèques, homme politique français († 1er juin 2022).
  - Jean-Claude Rolland, acteur français († 10 avril 1967).
  - Noble Willingham, acteur américain († 17 janvier 2004).
- 1932 : Michel Le Royer, acteur normand et français († 25 février 2022).
- 1935 :
  - Rosenda Monteros, actrice mexicaine († 29 décembre 2018).
  - Frank Robinson, joueur de baseball américain († 7 février 2019).
- 1937 :
  - Warren Berlinger, acteur américain († 2 décembre 2020).
  - Gilles Latulippe, acteur, humoriste et directeur de théâtre québécois († 23 septembre 2014).
- 1938 : 
  - Galina Gorokhova, escrimeuse soviétique russe triple championne olympique.
  - Vincent Warren, danseur canadien d’origine américaine († 25 octobre 2017).
- 1939 :
  - Jerry Allison (en), musicien américain du groupe The Crickets († 22 aout 2022).
  - Catherine Rouvel, comédienne française.
- 1940 : Alain Calmat, patineur, médecin et homme politique français.
- 1943 :
  - Alain Gerber, écrivain et critique de jazz belfortain, homme de radio ("Radio France", "Culture" & "Musique").
  - Thierry Jordan, prélat français.
  - Jacques Nolot, acteur français.
  - Philippe Vasseur, homme politique français.
- 1944 :
  - Boris Bergman, parolier, écrivain, acteur et dramaturge britannique, parolier francophone des premiers succès d'Alain Bashung.
  - France Castel, chanteuse, actrice et animatrice québécoise.
  - Joachim Marx, joueur et entraîneur de football polonais.
  - Noël Simsolo, cinéaste et romancier français.
- 1945 :
  - Van Morrison, chanteur irlandais.
  - Itzhak Perlman (יצחק פרלמן), violoniste israélien.
  - Leonid I. Popov (Леонид Иванович Попов), spationaute ukrainien.
  - Robert Lawrence « Bob » Welch, Jr., musicien américain du groupe Fleetwood Mac († 7 juin 2012).
- 1948 :
  - Harald Ertl, journaliste et pilote automobile autrichien († 7 avril 1982).
  - Alessandro Pajno, magistrat et homme politique italien.
  - Howard Porter, basketteur américain († 26 mai 2007).
  - Rudolf Schenker, musicien allemand du groupe Scorpions.
- 1949 : Richard Gere, acteur américain militant pour la libération du Tibet.
- 1950 : Anne McLellan, femme politique canadienne, plusieurs fois ministre.
- 1952 : Edwy Plenel, journaliste français.
- 1955 : Edwin Moses, athlète américain spécialiste du 400 m haies.
- 1956 : Masashi Tashiro (田代 まさし), présentateur de télévision japonais.
- 1958 :
  - Serge Blanco, joueur de rugby basque et français, puis gérant d'un complexe de thalassothérapie.
  - Anne Létourneau, actrice québécoise.
  - Éric Zemmour, journaliste, écrivain et polémiste français candidat à l'élection présidentielle en 2022.
- 1959 :
  - Laurence Parisot, dirigeante d'entreprise française et anciennement du MEdEF.
  - Gina Schock (en), musicienne américaine du groupe The Go-Go's.
- 1960 :
  - Hassan Nasrallah (حسن نصر الله), homme politique libanais.
  - Chris Whitley, musicien américain († 20 novembre 2005).
- 1962 :
  - Dee Bradley Baker, doubleur américain.
  - Nicolas Brouwet, prélat français.
- 1963 :
  - Sylvain Kastendeuch, footballeur français.
  - Eléonore Klarwein, actrice française.
- 1965 : Céline Bonnier, actrice québécoise.
- 1966 : Thierry Champion, joueur et entraîneur de tennis français.
- 1968 : 
  - Hideo Nomo (野茂 英雄), joueur de baseball japonais.
  - Glenroy Gilbert, athlète canadien spécialiste du sprint.
- 1969 : 
  - Nathalie Bouvier, skieuse alpine française.
  - Jonathan LaPaglia, acteur australien.
- 1970 :
  - Debbie Gibson, chanteuse, compositrice et pianiste américaine.
  - Rania al-Yassin, reine de Jordanie depuis 1999.
- 1971 : Chris Tucker, acteur américain.
- 1973 : Scott Niedermayer, joueur de hockey sur glace canadien.
- 1974 :
  - Yannick Choirat, acteur français.
  - Andreï Medvedev (Андрій Медведєв), joueur de tennis ukrainien.
- 1975 : Sara Ramírez, actrice, chanteuse, auteur-compositeur américaine.
- 1976 :
  - Vincent Delerm, chanteur français.
  - Sophie Quinton, actrice française.
- 1977 : 
  - Jeffrey Nero « Jeff » Hardy, lutteur américain.
  - Paul Léger, chanteur français.
- 1978 :
  - Philippe Christanval, footballeur français.
  - Hoda Lattaf, footballeuse française.
- 1979 :
  - Mickie James, lutteuse américaine.
  - Marie Warnant, chanteuse belge.
- 1980 : Joseph Anthony « Joe » Budden, musicien américain.
- 1981 : Örn Arnarson, nageur de dos islandais.
- 1982 :
  - Chris Duhon, basketteur américain.
  - José Manuel Reina, footballeur espagnol.
  - Ian Crocker, nageur américain, double champion olympique en relais.
- 1983 :
  - Milan Biševac, footballeur serbe.
  - Roddy Darragon, skieur de fond français.
- 1984 :
  - Ryan Kesler, hockeyeur professionnel américain.
  - Theodore Sharp « Ted » Ligety, skieur américain.
  - Charl Schwartzel, golfeur sud-africain.
- 1985 : Rolando Jorge Pires da Fonseca, footballeur portugais.
- 1986 :
  - Hajar Adnane (هاجر عدنان), chanteuse marocaine.
  - Blake Wheeler, hockeyeur professionnel américain.
- 1987 : Morgan Kneisky, cycliste sur piste français.
- 1988 :
  - Rachel Legrain-Trapani, Miss France 2007 et mannequin français.
  - David Ospina, footballeur franco-colombien.
  - Mahamane Traoré, footballeur malien.
- 1989 : Salvatore Puccio, cycliste sur route italien.
- 1998 : Jason Grandry, judoka français, médaillé de bronze aux Jeux Paralympique de Paris 2024.

### XXIesiècle
- 2001 : Amanda Anisimova, joueuse de tennis américaine.
- 2004 : Nikolaï ou Mikolay dit « Kolia » Loukachenko, fils du chef d'État biélorusse, annoncé par ce dernier comme son successeur héréditaire[7].

## Décès

### XIIIesiècle
- 1247 : Conrad Ier, duc de Mazovie (° vers 1187/1188).

### XVesiècle
- 1422 : Henri V, roi d'Angleterre de 1413 à 1422 (° 9 août 1387).

### XVIIesiècle
- 1654 : Ole Worm, médecin et collectionneur danois (° 13 mai 1588).

### XVIIIesiècle
- 1724 : Louis Ier, roi d'Espagne (° 25 août 1707).
- 1785 : Pietro Chiari, homme de lettres italien (° 25 décembre 1712).
- 1795 : François-André Danican Philidor, joueur d'échecs et compositeur français (° 7 septembre 1726).

### XIXesiècle
- 1811 : Louis Antoine de Bougainville, navigateur et explorateur français (° 11 novembre 1729).
- 1834 : Karl Ludwig Harding, astronome allemand (° 29 septembre 1765).
- 1864 : Ferdinand Lassalle, homme politique allemand (° 11 avril 1825).
- 1866 : Elizabeth von Arnim, romancière britannique (° 9 février 1941).
- 1867 : Charles Baudelaire, poète et écrivain français (° 9 avril 1821).
- 1886 : Victor Plessier, homme politique français (° 13 mars 1813).
- 1890 : Louis Riffardeau de Rivière, homme politique français, sénateur du Cher (° 8 juillet 1817).

### XXesiècle
- 1915 : Adolphe Pégoud, aviateur militaire français (° 13 juin 1889).
- 1920 : Wilhelm Wundt, psychologue et philosophe allemand (° 16 août 1832).
- 1937 : Albert Heim, géologue suisse (° 12 avril 1849).
- 1938 : Manolo Bienvenida (Manuel Mejías Jiménez dit), matador espagnol (° 23 novembre 1912).
- 1940 : Georges Gauthier, archévêque québécois, 5e évêque du diocèse de Montréal (° 9 octobre 1871).
- 1941 : Marina Tsvetaïeva, poétesse russe (° 26 septembre 1892).
- 1952 : Henri Bourassa, journaliste et homme politique québécois, fondateur du quotidien Le Devoir (° 1er septembre 1868).
- 1953 : Paul Bellemain, architecte français (° 5 janvier 1886).
- 1956 : Yves Nat, pianiste français (° 29 décembre 1890).
- 1961 : Michele Cozzoli, compositeur, chef d'orchestre et arrangeur italien, connu notamment pour ses musiques de film (° 3 mai 1915).
- 1963 : Georges Braque, peintre et sculpteur français (° 13 mai 1882).
- 1967 : Ilya Ehrenbourg (Илья́ Григо́рьевич Эренбу́рг), écrivain et journaliste soviétique (° 27 janvier 1891).
- 1969 : Rocky Marciano, boxeur américain (° 1er septembre 1923).
- 1973 : John Ford (John Martin Feeney dit), cinéaste américain (° 1er février 1894).
- 1975 : Pierre Blaise, acteur français (° 11 juin 1955).
- 1983 : Albert Francis Hegenberger, pilote et major général américain (° 30 septembre 1895).
- 1986 :
  - Henry Moore, sculpteur britannique (° 30 juillet 1898).
  - Jorge Alessandri Rodríguez, homme d'affaires et homme politique chilien, président de la République de 1958 à 1964 (° 19 mai 1896).
- 1997 :
  - Dodi Al-Fayed (عماد الدين محمد عبد المنعم الفايد), producteur de cinéma égyptien (° 15 avril 1955).
  - Diana Spencer, aristocrate anglaise, princesse de Galles (° 1er juillet 1961).
  - et Henri Paul, leur chauffeur du palace parisien "Le Ritz". (°3 juillet 1956)

### XXIesiècle
- 2002 :
  - George Porter, chimiste britannique, prix Nobel de chimie en 1967 (° 6 décembre 1920).
  - Lionel Hampton, vibraphoniste, pianiste et batteur de jazz américain (° 20 avril 1908).
  - Martin Kamen, chimiste américain (° 27 août 1913).
- 2003 : Pierre Cahuzac, footballeur puis entraîneur français (° 3 juillet 1927).
- 2005 :
  - Antoni Clavé, peintre espagnol (° 5 avril 1913).
  - Joseph Rotblat, physicien britannique, prix Nobel de la paix 1995 (° 4 novembre 1908).
  - Michael Sheard, acteur écossais (° 18 juin 1938).
- 2007 : Gay Brewer, golfeur américain (° 19 mars 1932).
- 2008 : Daniel Chanet, homme politique français (° 18 novembre 1951).
- 2009 : Torsten Lindberg, footballeur suédois (° 14 avril 1917).
- 2010 : Laurent Fignon, cycliste français (° 12 août 1960).
- 2011 :
  - Wade Belak, hockeyeur sur glace canadien (° 3 juillet 1976).
  - Abderrahman Mahjoub, footballeur franco-marocain (° 25 avril 1929).
  - Juchen Thupten Namgyal, homme politique tibétain (° 1929).
  - Valeri Rojdestvenski cosmonaute soviétique (° 13 février 1939).
  - Rosel Zech, actrice allemande (° 7 juillet 1942).
- 2012 :
  - Aleksandr Iefimov, militaire soviétique puis russe (° 6 février 1923).
  - Joe Lewis, acteur et karatéka américain (° 7 mars 1944).
  - Carlo Maria Martini, cardinal et archevêque italien (° 15 février 1927).
  - Sergueï Sokolov, militaire soviétique puis russe (° 1er juillet 1911).
  - George R. Whyte, écrivain et compositeur britannique (° 11 juillet 1933).
- 2013 : David Frost, acteur, journaliste et animateur d'émissions télévisées britannique (° 7 avril 1939).
- 2014 :
  - Jimi Jamison, chanteur et compositeur américain des groupes Cobra et Survivor (° 23 août 1951).
  - Carol Vadnais, joueur de hockey sur glace québécois (° 25 septembre 1945).
- 2016 : Oqtay Zulfugarov, chef d'orchestre, violoncelliste et enseignant azerbaïdjanais (° 31 mai 1929).
- 2017 : Richard Anderson, acteur américain (° 8 août 1926).
- 2019 :
  - Leslie H. Gelb, journaliste, politologue et essayiste américain (° 4 mars 1937).
  - Anthoine Hubert, pilote de formule 2 (° 22 septembre 1996).
  - Immanuel Wallerstein, sociologue et historien de l'économie américain (° 28 septembre 1930).
- 2020 : 
  - Nina Bocharova, gymnaste soviétique puis ukrainienne (°  24 septembre 1924).
  - Pascal Kané, cinéaste et critique de cinéma français (° 21 janvier 1946).
  - Édouard Karemera, homme politique rwandais (° 1er septembre 1951).
  - Jean-Baptiste Mendy, boxeur français (° 16 mars 1963).
  - Pranab Mukherjee (प्रणब मुखर्जी), homme politique, assistant social, journaliste et écrivain indien, président de l'Inde de 2012 à 2017 (° 11 décembre 1935).
  - Tom Seaver, joueur de baseball américain (° 17 novembre 1944).
  - John Thompson, entraîneur de basket-ball américain (° 2 septembre 1941).
  - Gérard Worms, haut fonctionnaire, chef d'entreprise et banquier français (° 1er août 1936).
  - Fritz d'Orey, pilote automobile brésilien (° 25 mars 1938).
- 2021 : 
  - Vasili Belous, boxeur moldave titré né soviétique (° 27 août 1988).
  - Mohamed Faraj Doukkali, diplomate marocain (° 1937).

## Célébrations

### Internationale
- Journée mondiale du blog[8][réf. à confirmer]

### Nationales
- Kirghizistan : fête de l'indépendance de cette république d'Asie centrale vis-à-vis de l'Union soviétique en 1991[9].
- Malaisie : Hari Merdeka / « fête de la liberté » commémorant son indépendance au sein du Commonwealth en 1957[10].
- Moldavie : fête de Limba noastră honorant la langue et l'hymne moldaves[11] (voir aussi la patrie-mère de Roumanie).
- Pologne : fête de Solidarność et de la liberté commémorant l'accord de Gdańsk de 1980[12].
- Trinité-et-Tobago : fête de l'indépendance vis-à-vis du Royaume-Uni en 1962[13].

### Saints des Églises chrétiennes

#### Saints catholiques et orthodoxes
du jour, :
- Aidan de Lindisfarne († 640), évêque et abbé en Angleterre.
- Agile d'Orléans († 593), ou «  Agyl », « Ay » ou « Aye », en latin Agilus, vicomte de Voisinas près d'Orléans et confesseur.
- Aristide d'Athènes (IIe siècle), philosophe païen à Athènes, devenu apologiste chrétien sous Hadrien.
- Cuthburge (VIIIe siècle), abbesse.
- Cwenburh (VIIIe siècle), religieuse, sœur du roi Ine de Wessex et de sainte Cuthburh.
- Cyprien de Carthage († 258), archevêque.
- Ebrégésile (VIIe siècle), évêque de Meaux.
- Gildard (VIIIe siècle), prêtre.
- Joseph d'Arimathie (Ier siècle), personnage du Nouveau Testament.
- Nicodème (Ier siècle), personnage du Nouveau Testament.
- Paulin de Trèves († 358), évêque.

#### Saints et bienheureux catholiques
du même jour :
- Albertin de Fontavellana († 1294), bienheureux, moine de la paix, prieur général de Fontavellana.
- André Dotti († 1315), bienheureux, originaire de Toscane, d'abord militaire, qui entra dans l'ordre des Servites de Marie à la suite de saint Philippe Benizi, puis se retira dans l’ermitage de la Vallicola, en Toscane.
- Isidore Primo Rodriguez († 1936), bienheureux frère des écoles chrétiennes martyr durant la guerre civile espagnole.
- Juste Zariquiegui Mendoza († 1936), bienheureux frère des écoles chrétiennes martyr durant la guerre civile espagnole.
- Martien Herrero Martinez († 1936), bienheureux frère des écoles chrétiennes martyr durant la guerre civile espagnole.
- Pedro Tarrés y Claret († 1950), Médecin et prêtre espagnol.
- Raymond Nonnat († 1240), prêtre de l'ordre de Notre-Dame de la Merci.

### Prénoms du jour
Bonne fête aux Aristide et ses variantes ou dérivés : Aricie, Aristote(?), Titid(e), etc.
Et aussi aux :
- Aidan et ses variantes : Aedhan, Aiden, Aydan, Ayden, Zaïdane, etc.
- Aux Ay,
- Cuthburge,
- Ebrégésile,
- Gildard,
- Joseph et ses variantes : Giuseppe, Jo, Osip, Youssef, etc. (voir les 19 mars).
- Aux Nicodème et ses variantes : Laodamie, Nicomède(?), etc. (voir aussi quelques jours/dates auparavant).
- Aux Paulin et ses variantes voire dérivés : Paulinien, etc. (voir les 11 janvier).
- Aux Quenburge,
- Raymond et ses variantes : Raimbaut, Aymon, etc. (fête majeure les 7 janvier).

## Tradition et superstition

### Astrologie
- Signe du zodiaque : neuvième jour du signe astrologique de la Vierge.

## Toponymie
- Plusieurs voies, places, sites ou édifices de pays ou provinces francophones contiennent la date du jour dans leur nom sous différentes graphies possibles : voir Trente-et-Un-Août.